# Phasenstruktur (Didaktik)
Phasenstruktur ist ein Fachbegriff der Unterrichtslehre. Er bezeichnet einerseits das in mehreren Stufen systematisch aufgebaute Planungsschema einer Unterrichtsstunde oder Unterrichtseinheit und andererseits den Aufbau und Ablauf des nachfolgenden praktischen Unterrichtsgeschehens.

## Begriff
Das Kompositum Phasenstruktur setzt sich aus den beiden Wortteilen Phase (von altgriechisch phásis = „Erscheinung“) und Struktur (von lateinisch strūctūra = ‚Zusammenfügung‘, ‚Bauart‘, ‚Sinngefüge‘, ‚Aufbau’) zusammen. Es verdeutlicht eine geordnete Gliederung, einen zeitlichen Ablauf oder ein Sinngefüge, das sich in Abschnitten oder Stufen aufbaut. In der Unterrichtslehre ist damit eine systematische Zusammenführung mehrerer Denk- und Arbeitsschritte zu einer didaktischen Leitlinie gemeint. Diese gibt ein Planungsschema vor, das eine Hilfestellung für das Unterrichten auf wissenschaftlicher Basis verspricht.

## Unterrichtsplanung
Von Lehramtsstudierenden wie Referendaren wird in aller Regel die Vorlage eines sogenannten „Stundenentwurfs“ erwartet, wenn sie sich einer Prüfung ihrer Lehrbefähigung stellen. Dieser ermöglicht es dem Prüfenden, die Qualität der Stundenplanung zu erfassen und sie mit dem tatsächlichen Stundenablauf und dessen eventuellen situationsgerechten Veränderungen zu vergleichen.
In der Didaktik hat sich seit den Arbeiten von Wolfgang Klafki, Gunter Otto und Wolfgang Schulz das folgende, im Laufe der Zeit mehrfach modifizierte sechsstufige Planungsschema in den Studienseminaren weitestgehend durchgesetzt:
- Zielprojektion

Mit dem Setzen eines Stundenziels und gegebenenfalls weiterer Teilziele wird der angestrebte Lernerfolg der Lehreinheit vorausgeplant.
- Bedingungsanalyse

Mit der Bedingungsanalyse wird das schulische Umfeld, werden die personellen, lerntheoretischen, materiellen etc. Voraussetzungen für das Erreichen des Stundenziels recherchiert.
- Sachanalyse

Mit der Sachanalyse wird der Lernstoff fachwissenschaftlich aufgearbeitet, problematisiert und curricular eingeordnet.
- Didaktische Reflexion

Die didaktische Reflexion soll ein angemessenes Lehr- und Lernkonzept aufgrund der erfolgten Sachanalyse in Bezug auf die Lerngruppe erbringen.
- Methodisch-organisatorische Gestaltung

Die methodisch-organisatorischen Überlegungen sind auf die praktische Umsetzung des Lehrkonzepts und mögliche Alternativen ausgerichtet.
- Erfolgsevaluation

Die Erfolgsevaluation muss das Lernergebnis am gesetzten Stundenziel messen, reflektieren, bewerten und gegebenenfalls für nachfolgende Lernprozesse modifizieren.
Die "Verlaufsplanung" versteht sich als eine Art Drehbuch der geplanten Unterrichtsstunde, das aber nicht als starre Vorgabe zu verstehen ist. Sie muss vielmehr nach den sich im Verlauf der Unterrichtseinheit ergebenden Ereignissen situationsgerecht gestaltet werden.

## Stundenstruktur
Ein sogenannter „Stundenaufbau“ konfiguriert die Grundstruktur einer einzelnen Unterrichtsstunde. Sie ist vom jeweiligen Fach, von der jeweiligen Zielsetzung und von der Art des Unterrichts abhängig. Die einfachste Grundstruktur ergibt sich aus dem allgemeinen Dreischritt „Einleitung/Einführung“ – „Hauptteil“ – „Schlussteil“. Die erweiterte Grundstruktur folgt einem Vierschritt, der den Hauptteil oder den Schlussteil nochmals untergliedert.
Eine einfache Lehr- und Lernsequenz kann z. B. in folgenden drei Phasen ablaufen:
„Zielvorgabe/Motivation – Durchführung – Lernkontrolle“. Eine Theoriestunde kann sich etwa in die vier Sequenzen „Motivationsphase – Arbeitsphase – Erfolgskontrolle – Reflexionsphase“ strukturieren lassen. Eine Sportstunde kann sich beispielsweise in die vier Phasen „Aufwärmen/Abreagieren („warming up“) – Lernen/Arbeiten/Gestalten – Demonstrieren/Reflektieren – Spielen“ gliedern.

## Projektstruktur
Projektunterricht ist eine anspruchsvolle Unterrichtsform, bei der mehrere Fächer und Fachexperten in einer fächerübergreifenden Kooperation an einer komplexen Aufgabe zusammenarbeiten, weil sie die Kompetenz eines einzelnen Faches übersteigt. Um die in der Regel längerfristige Arbeit an einem Projekt erfolgsfähig zu gestalten, sollte sich ein anspruchsvolles Projekt nach Vorstellung der Didaktiker Siegbert A. Warwitz und Anita Rudolf an den folgenden sechs Phasen orientieren:
- Die Sondierungsphase

In der vorausgehenden Sondierungsphase geht es darum, sich über die Schwierigkeit der Aufgabe und über die Machbarkeit in dem gegebenen Schulrahmen Klarheit zu verschaffen. Dazu müssen die curricularen Vorgaben, die Interessen, der Entwicklungsstand, das Vorwissen der Lernadressaten sowie die Bereitschaft der Mitarbeiter erkundet, müssen die räumlichen Gegebenheiten, die finanziellen Möglichkeiten, die lehrplanmäßige Eingliederung sichergestellt werden.
- Die Motivationsphase

Die zweite Projektphase wendet sich dem sogenannten „Brainstorming“, dem gemeinsamen Produzieren von Ideen, der Schaffung einer tragfähigen Motivation und einer einvernehmlichen Zielvorstellung zu. Um Frustrationen eines frühzeitigen Scheiterns, was auch mit der Verschwendung von materiellen Ressourcen verbunden sein kann,  vorzubeugen, muss in dieser Stufe eine tragende gemeinsame Interessenlinie gefunden und aufgebaut werden.
- Die Planungsphase

Die dritte Phase beschäftigt sich mit der Festlegung der Teilziele, mit der sachbezogenen Fächerbeteiligung, mit dem vorgesehenen Zeitrahmen. Sie dient der Klärung letzter Fragen und Bedenken. Bei längerfristigen und kostspieligen Projekten sollte diese Phase in den Abschluss eines sogenannten 'Projektvertrags' münden, mit dem sich alle Beteiligten zum Durchhalten bis zum Projekterfolg verpflichten.
- Die Vorbereitungsphase

Mit der vierten Phase beginnt die konkrete Projektrealisierung. Es geht um die Erschließung der Geldquellen, um die erforderliche Materialbeschaffung, um die Gruppeneinteilung, um die Vergabe von Arbeitsaufträgen und schließlich um die Aneignung der für die Projektarbeit notwendigen Fertigkeiten. Da es sich beim Projektunterricht um eine Lehr- und Lernform und ein unterrichtliches Geschehen handelt, bei dem neues Wissen, Können und Verhalten erworben werden sollen, muss der letzte Gesichtspunkt bei allen Beteiligten deutlich in das Bewusstsein treten.
- Die Realisierungsphase

Die fünfte Phase ist die für alle Projektbeteiligten interessanteste, weil sie die eigentliche Arbeit am Projektprodukt betrifft und die Fortschritte, z. B. das allmähliche Entstehen eines Kajaks mit der Aussicht, es im Baggersee ausprobieren zu können, erkennbar werden. Je nach Zeitaufwand oder stundenplantechnischer Einordnung wird diese Phase als Projekttag, als Projektwoche, als außerschulische Arbeitsgemeinschaft oder im kombinierten Fächerverbund des Regelunterrichts abgewickelt.
- Die Rückbesinnungsphase

Die Schlussphase des Projekts beginnt mit der Dokumentation und Präsentation der Projektergebnisse. An sie schließt sich eine Reflexion über die Projektabläufe, über die Schwierigkeiten und Erfreulichkeiten des gemeinsamen Vorhabens an. Die sachliche
Selbstkritik und der Stolz über den Projekterfolg kann in die Planung von Folgeprojekten münden.

## Sinn der Strukturierung
Professionelles Unterrichten ist kein planloses Tun, kein bloßes Beschäftigen, kein zeitvergessenes Spielen. Wissenschaftsbasiertes Lehren und Lernen ist auf  bestimmte anspruchsvolle  Lern-, Erziehungs- und Bildungsziele ausgerichtet, die es zu erreichen gilt. Es folgt dabei nicht dem Zufall oder der Beliebigkeit, sondern einer Systematik.  Die Aufgabe ist sehr komplex und bedarf daher einer Strukturierung. Die Aufteilung der Planungs- und Handlungsabläufe in bestimmte Sequenzen hilft dabei, eine sinnvolle Gestaltung der Denk- und Arbeitsprozesse zu gewährleisten, keine wesentlichen Komponenten zu übersehen und Anfängerfehler zu vermeiden. Sie dient dem Unterrichtserfolg. Ein fundiertes didaktisches Grundwissen über die Gestaltung von Unterricht macht neben dem Fachwissen und Fachkönnen sowie der pädagogischen Intuition die Qualifikation eines erfolgreichen Lehrers aus.